# Lista de operadores do Boeing 777
Nesta lista estão os operadores de variantes comerciais, cargueira e VIP do Boeing 777.

## Sumário
| Modelo    | Primeiro pedido         | Primeiro cliente       | Início do desenvolvimento | Roll-out                | Primeiro voo            | Certificação           | Primeira entrega        | Entrada em serviço      |
| --------- | ----------------------- | ---------------------- | ------------------------- | ----------------------- | ----------------------- | ---------------------- | ----------------------- | ----------------------- |
| 777-200   | 15 de outubro de 1990   | United Airlines        | 29 de outubro de 1995     | 9 de abril de 1994      | 12 de julho de 1994     | 19 de abril de 1995    | 15 de maio de 1995      | 7 de junho de 1995      |
| 777-200ER | 14 de junho de 1991     | British Airways        | 29 de outubro de 1995     | 3 de setembro de 1996   | 7 de outubro de 1996    | 17 de janeiro de 1997  | 6 de fevereiro de 1997  | 9 de fevereiro de 1997  |
| 777-200LR | 27 de fevereiro de 2000 | Pakistan International | 29 de fevereiro de 2000   | 15 de fevereiro de 2005 | 8 de março de 2005      | 2 de fevereiro de 2006 | 27 de fevereiro de 2006 | 3 de março de 2006      |
| 777-300   | 14 de junho de 1995     | Cathay Pacific         | 26 de junho de 1995       | 8 de setembro de 1997   | 16 de outubro de 1997   | 4 de maio de 1998      | 21 de maio de 1998      | 27 de maio de 1998      |
| 777-300ER | 31 de março de 2000     | Air France             | 29 de fevereiro de 2000   | 14 de novembro de 2002  | 24 de fevereiro de 2003 | 16 de março de 2004    | 29 de abril de 2004     | 10 de maio de 2004      |
| 777F      | 24 de maio de 2005      | Air France             | 24 de maio de 2005        | 21 de maio de 2008      | 14 de junho de 2008     | 6 de fevereiro de 2009 | 19 de fevereiro de 2009 | 22 de fevereiro de 2009 |

## Operadores
| Operators                       | 777-200 | 777-200ER            | 777-200LR | 777-300 | 777-300ER             | 777F | Total                |
| ------------------------------- | ------- | -------------------- | --------- | ------- | --------------------- | ---- | -------------------- |
| Abu Dhabi Amiri Flight          | –       | 1[carece de fontes?] | –         | –       | 1                     | –    | 2[carece de fontes?] |
| Aeroflot                        | –       | –                    | –         | –       | 5                     | –    | 5                    |
| AeroLogic                       | –       | –                    | –         | –       | –                     | 8    | 8                    |
| Aeroméxico                      | –       | 4                    | –         | –       | –                     | –    | 4                    |
| Air Austral                     | –       | –                    | 1         | –       | 3                     | –    | 4                    |
| Air Canada                      | –       | –                    | 6         | –       | 17                    | –    | 23                   |
| Air China                       | 10      | –                    | –         | –       | 20                    | –    | 30                   |
| Air France                      | –       | 25                   | –         | –       | 37                    | 2    | 64                   |
| Air India                       | –       | –                    | 3         | –       | 12                    | –    | 15                   |
| Air New Zealand                 | –       | 8                    | –         | –       | 7                     | –    | 15                   |
| Alitalia                        | –       | 10                   | –         | –       | –                     | –    | 10                   |
| All Nippon Airways              | 16      | 9                    | –         | 7       | 19                    | –    | 51                   |
| American Airlines               | –       | 47                   | –         | –       | 13                    | –    | 57                   |
| Asiana Airlines                 | –       | 12                   | –         | –       | –                     | –    | 12                   |
| Austrian Airlines               | –       | 5                    | –         | –       | –                     | –    | 5                    |
| Biman Bangladesh Airlines       | –       | 2                    | –         | –       | 4                     | –    | 6                    |
| British Airways                 | 3       | 43                   | –         | –       | 12                    | –    | 54                   |
| Cathay Pacific                  | 5       | –                    | –         | 12      | 53                    | –    | 70                   |
| Ceiba                           | –       | –                    | 1         | –       | –                     | –    |                      |
| China Airlines                  | –       | –                    | –         | –       | 10                    | –    | 10                   |
| China Cargo Airlines            | –       | –                    | –         | –       | –                     | 6    | 6                    |
| China Southern                  | 4       | –                    | –         | –       | –                     | 6    | 10                   |
| Crystal Cruises                 | –       | –                    | 1         | –       | –                     | –    | 1                    |
| Delta Air Lines                 | –       | 8                    | 10        | –       | –                     | –    | 18                   |
| DHL Aviation                    | –       | –                    | –         | –       | –                     | 12   | 12                   |
| EgyptAir                        | –       | 4                    | –         | –       | 6                     | –    | 10                   |
| El Al                           | –       | 6                    | –         | –       | –                     | –    | 6                    |
| Emirates                        | –       | 6                    | 10        | 12      | 110                   | 8    | 137                  |
| Ethiopian Airlines              | –       | –                    | 6         | –       | 2                     | 2    | 10                   |
| Etihad Airways                  | –       | –                    | 5         | –       | 11                    | 1    | 17                   |
| EuroAtlantic Airways            | –       | 1                    | –         | –       | –                     | –    | 1                    |
| EVA Air                         | –       | –                    | –         | –       | 21                    | –    | 21                   |
| FedEx                           | –       | –                    | –         | –       | –                     | 19   | 19                   |
| Finnair                         | –       | 1                    | –         | –       | –                     | –    | 1                    |
| Garuda Indonesia                | –       | -                    | –         | –       | 7+3 order             | –    | 10                   |
| Japan Airlines                  | 15      | 11                   | –         | 7       | 13                    | –    | 46                   |
| Jet Airways                     | –       | –                    | –         | –       | 5                     | –    | 5                    |
| Jin Air                         | –       | 2                    | –         | –       | –                     | –    | 2                    |
| Kenya Airways                   | –       | 4                    | –         | -       | 1                     | –    | 5                    |
| KLM                             | –       | 15                   | –         | –       | 8                     | –    | 23                   |
| Korean Air                      | –       | 18                   | –         | 4       | 10                    | 2    | 34                   |
| Kuwait Airways                  | –       | 2                    | –         | –       | –                     | –    | 2                    |
| LATAM Cargo Chile               | –       | –                    | –         | –       | –                     | 2    | 2                    |
| Lufthansa Cargo                 | –       | –                    | –         | –       | –                     | 3    | 3                    |
| Malaysia Airlines               | –       | 17                   | –         | –       | –                     | –    | 17                   |
| Mid East Jet                    | –       | 1                    | –         | –       | –                     | –    | 2                    |
| NokScoot                        | –       | 2                    | –         | –       | –                     | –    | 2                    |
| Nordwind Airlines               | –       | 3                    | –         | –       | –                     | –    | 3                    |
| Omni Air                        | –       | 2                    | –         | –       | –                     | –    | 2                    |
| Pakistan International Airlines | –       | 4                    | 2         | –       | 3                     | –    | 9                    |
| Philippine Airlines             | –       | –                    | –         | –       | 6                     | –    | 6                    |
| Privilege Style                 | –       | 1                    | –         | –       | –                     | –    | 1                    |
| Qatar Airways                   | –       | –                    | 9         | –       | 25                    | 5    | 39                   |
| Saudia                          | –       | 23                   | –         | –       | 9                     | –    | 32                   |
| Scoot                           | –       | 1                    | –         | –       | –                     | –    | 1                    |
| Singapore Airlines              | 11      | 12                   | –         | 7       | 24                    | –    | 54                   |
| Southern Air                    | –       | –                    | –         | –       | –                     | 4    | 4                    |
| TAAG Angola Airlines            | –       | 3                    | –         | –       | 2                     | –    | 5                    |
| LATAM Airlines Brasil           | –       | –                    | –         | –       | 12[carece de fontes?] | –    | 12                   |
| Thai Airways                    | 8       | 6                    | –         | 6       | 6[carece de fontes?]  | –    | 26                   |
| TNT Airways                     | –       | –                    | –         | –       | –                     | 3    | 3                    |
| Turkish Airlines                | –       | –                    | –         | –       | 22                    | –    | 16                   |
| Turkmenistan Airlines           | –       | –                    | 2         | –       | –                     | –    | 2                    |
| United Airlines                 | 19      | 55                   | –         | –       | –                     | –    | 74                   |
| Vietnam Airlines                | –       | 8                    | –         | –       | –                     | –    | 8                    |
| Virgin Blue                     | –       | –                    | –         | –       | 5                     | –    | 5                    |
| Total                           | 85      | 411                  | 49        | 60      | 296                   | 39   | 937                  |

- Companhias parte do grupo Working Together.